# Ozyptila fukushimai
Ozyptila fukushimai är en spindelart som beskrevs av Ono 2002. Ozyptila fukushimai ingår i släktet Ozyptila och familjen krabbspindlar. Inga underarter finns listade i Catalogue of Life.